# Czernidłówka srebrzysta
Czernidłówka srebrzysta, czernidłak srebrzysty (Coprinopsis argentea (P.D. Orton) Redhead, Vilgalys & Moncalvo) – gatunek grzybów należący do rodziny kruchaweczkowatych (Psathyrellaceae).

## Systematyka
Pozycja w klasyfikacji według Index Fungorum: Coprinopsis, Psathyrellaceae, Agaricales, Agaricomycetidae, Agaricomycetes, Agaricomycotina, Basidiomycota, Fungi.
Po raz pierwszy opisał go w 1972 r. Peter Darbishire Orton, nadając mu nazwę Coprinus argenteus. Badania z zakresu filogenetyki molekularnej wykazały, że rodzaj Coprinus nie był taksonem monofiletycznym i należy go rozbić na rodzaje. W 2001 r. Scott Alan Redhead, Rytaj J. Vilgalys i Jean-Marc Moncalvo przenieśli Coprinus argenteus do rodzaju Coprinopsis. W 2025 roku Komisja ds. Polskiego Nazewnictwa Grzybów przy Polskim Towarzystwie Mykologicznym dla rodzaju Coprinopsis zarekomendowała polską nazwę „czernidłówka”, nazwa „srebrzysta” jest tłumaczeniem łacińskiej nazwy naukowej.

## Morfologia
Owocnik
Kapelusz drobny, o średnicy do 15 mm, kulisto-cylindryczny z garbkiem, początkowo szary, potem ochrowy. Resztki osłony w postaci jasnokremowych kłaczków. Trzon biały, o wysokości 5–15 mm i średnicy 1–2 mm.
Cechy mikroskopowe
Bazydiospory 4,5–6,2 × 4,5–6 μm, soczewkowate lub w kształcie kolby kukurydzy, z centralną, ciemnobrązową porą rostkową. Podstawki 10–18 × 8–14 μm, 4-zarodnikowe. Cheilocystydy cylindryczne, elipsoidalne lub kręglowate, 15–60 × 8–15 μm. Pleurocystydy podłużnie elipsowate do cylindrycznych, 40–70 × 12–20 μm. Osłona zbudowana ze strzępek o średnicy 3–10 μm.

## Występowanie
Podano jego występowanie w kilku krajach Europy (Anglia, Węgry, Polska). Brak go w opracowanej w 2003 roku przez Władysława Wojewodę „Krytycznej liście wielkoowocnikowych grzybów podstawkowych Polski”, ale podano jego stanowiska w późniejszych latach (w Wołosatym w Bieszczadach).
Saprotrof.